# Jim Holdaway
Jim Holdaway (* 1927 in London; † 18. Februar 1970 in England) war ein englischer Comiczeichner, der vor allem als Zeichner des Comics Modesty Blaise bekannt wurde.
Der in Barnes Common, London, geborene Holdaway musste seine Ausbildung im Jahr 1945 unterbrechen, da er als Soldat eingezogen wurde. Er wurde drei Jahre später aus der Armee entlassen und konnte sein Kunststudium im Jahr 1951 beenden. Bevor er 1952 seine ersten Comics veröffentlichte, war er als Illustrator tätig. Nachdem er zu verschiedenen Comicserien beigetragen hatte, übernahm er im Jahr 1957 von Alfred Mazure den von Peter O’Donnell getexteten und im Daily Mirror erschienenen daily strip Romeo Brown, den er bis zu dessen Ende im Jahr 1963 fortführte. Bekannt wurde Holdaway vor allem durch den Strip Modesty Blaise, wo er erneut zu den Texten von Peter O’Donnell die Zeichnungen lieferte. An Modesty Blaise arbeitete er von dessen Beginn im Jahr 1963 bis zu seinem Tod durch Herzversagen im Februar 1970.